# 西村真幸
西村 真幸（にしむら まさゆき、1976年1月11日 - ）は、日本中央競馬会(JRA)・栗東トレーニングセンターに所属する調教師。北海道様似町出身。

## 来歴
北海道様似町で船具店を営む両親の下に生まれる。競馬とは無縁の家庭であったが、同級生の実家の生産牧場を手伝うようになり、乗馬への関心が芽生えた。
競走馬育成牧場やノーザンファームでの勤務を経て、2002年4月にJRA競馬学校厩務員課程に入学。同年10月に栗東・新井仁厩舎の厩務員となる。翌月に福島勝厩舎の調教助手となり、同月中に友道康夫厩舎へと移籍した。2005年8月からは岩元市三厩舎で調教助手を務めた。
2013年に調教師試験に合格。
2015年3月1日に厩舎を開業。同月28日に阪神3Rをサンフレイムで制し、初出走から通算20戦目で初勝利を挙げた。同年10月6日にはマイネルバイカで白山大賞典を制し、交流重賞初制覇。
1年目は9勝だったが、2年目の2016年以降は毎年20勝以上の勝ち星を継続している。
2017年10月14日、京都2Rで4着に敗れたスギノアルテミスの治療依頼を受けた獣医師が厩舎で指定された馬に治療を実施し、注射で抗生物質を投与。しかし治療された馬がその後、12Rの出走を控えていたソーディヴァインであることが判明したため、馬の取り違えによりソーディヴァインは出走取消となり、西村には過怠金3万円が課せられた。
2019年6月9日、マーメイドステークスを7番人気のサラスで制し、開業5年目でJRA重賞初制覇。同月30日に中京7Rをスターリーパレードで制し、JRA通算100勝を達成した。
2022年6月25日、東京1Rでスズカダブルが1着となり、現役105人目となるJRA通算200勝を2118戦目で達成した。
2023年3月26日、高松宮記念を12番人気のファストフォースで制し、開業9年目で念願のGI初制覇を果たした。

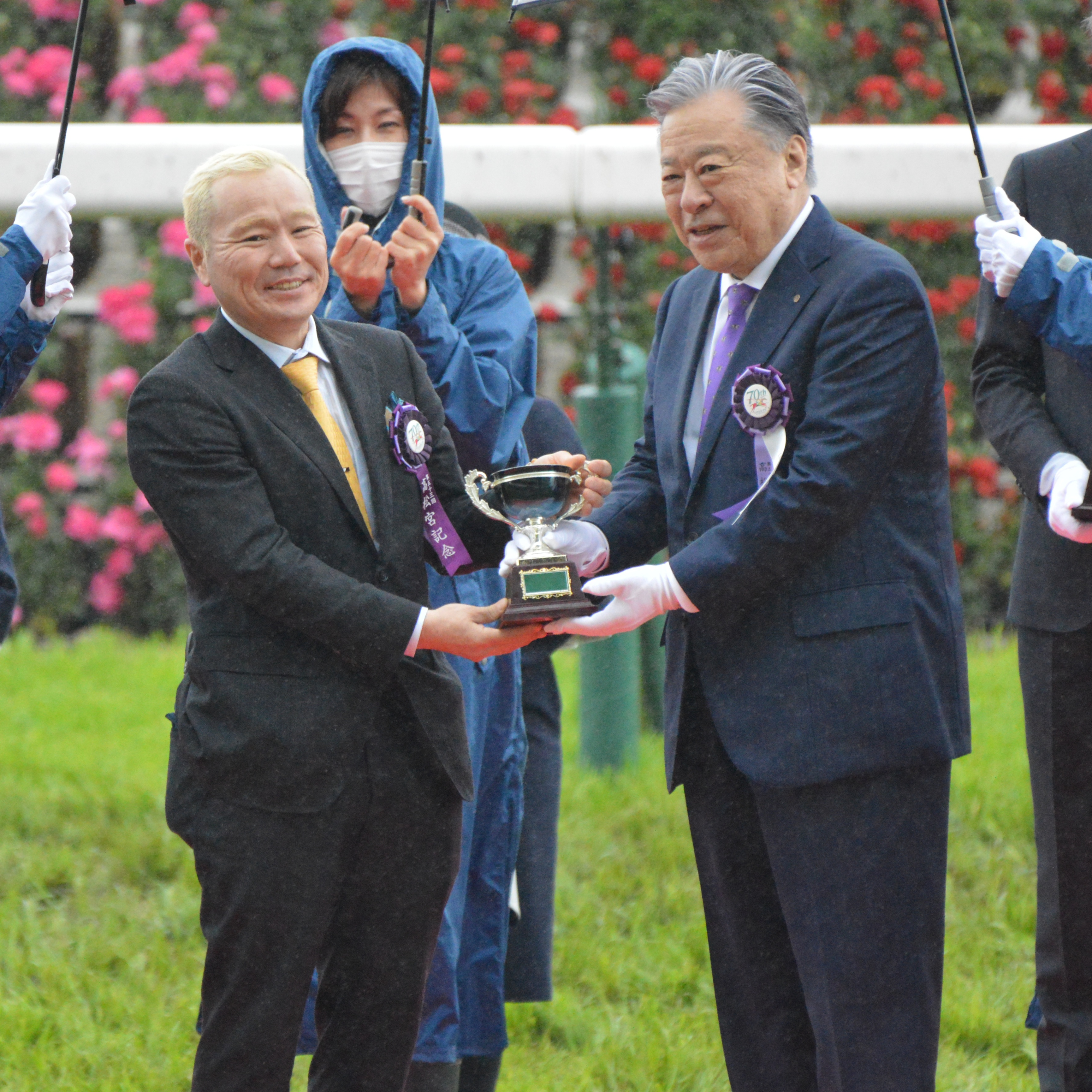
2023年高松宮記念表彰式(左)、右はJRA理事長後藤正幸

## 調教師成績

### 概要
|            | 日付           | 競馬場・開催  | 競走名                     | 馬名                           | 頭数 | 人気     | 着順          |
| ---------- | -------------- | ------------- | -------------------------- | ------------------------------ | ---- | -------- | ------------- |
| 初出走     | 2015年3月1日   | 1回阪神2日2R  | 3歳未勝利                  | セイセイセイ セイブアス パティ | 16頭 | 12 10 14 | 8着 15着 16着 |
| 初勝利     | 2015年3月28日  | 2回阪神1日3R  | 3歳未勝利                  | サンフレイム                   | 16頭 | 3        | 1着           |
| 重賞初出走 | 2015年7月5日   | 3回中京2日11R | CBC賞                      | レオンビスティー               | 17頭 | 16       | 15着          |
| 重賞初勝利 | 2019年6月9日   | 3回阪神4日11R | マーメイドステークス       | サラス                         | 16頭 | 7        | 1着           |
| GI初出走   | 2016年12月11日 | 5回阪神4日11R | 阪神ジュベナイルフィリーズ | クインズサリナ                 | 18頭 | 12       | 15着          |
| GI初勝利   | 2023年3月26日  | 2回中京6日11R | 高松宮記念                 | ファストフォース               | 18頭 | 12       | 1着           |

### 年度別成績
西村真幸の年度別成績（netkeiba.com）を参照

## 主な管理馬
※括弧内は当該馬の優勝重賞競走、太字はGI級競走
- マイネルバイカ（2015年白山大賞典）
- サラス （2019年マーメイドステークス）
- タイセイビジョン （2019年京王杯2歳ステークス、2020年アーリントンカップ）
- フェアリーポルカ（2020年中山牝馬ステークス、福島牝馬ステークス）
- オーヴェルニュ（2021年東海ステークス、平安ステークス）
- ファストフォース（2021年CBC賞、2023年高松宮記念）[13]
- ファントムシーフ（2023年共同通信杯）[14]
- ファウストラーゼン （2025年弥生賞ディープインパクト記念）